# Hải lưu Đông Greenland

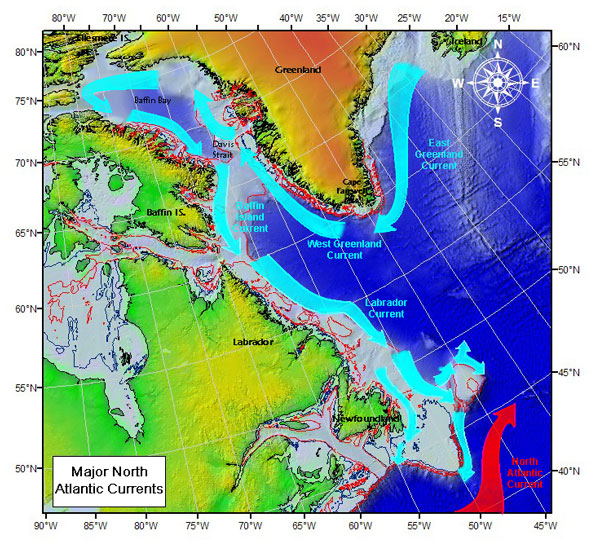
Hải lưu Đông Greenland

Hải lưu Đông Greenland là một hải lưu bắt nguồn từ Bắc Băng Dương và đem nước lạnh có độ mặn thấp về phía nam, dọc theo vùng duyên hải phía đông Greenland. Nó là một trong năm hải lưu chính tạo ra xoáy nước cận cực, cung cấp nước lạnh của Bắc Băng Dương cho Đại Tây Dương.